# Wanderndes Gottesvolk
Der Ausdruck wanderndes Gottesvolk geht ursprünglich auf den Kirchenvater Augustinus zurück. In der zweiten Hälfte des 20. Jahrhunderts verwenden Bibelwissenschaftler diesen Begriff, um ein konstitutives Moment im Selbstverständnis des biblischen Volkes Israel in wesentlichen Stadien seiner Geschichte zu bezeichnen. Israel erfährt im Alten Testament sich als von Gott erwählt auf dem Weg zu einem verheißenen Ziel. Dieses Ziel findet vielfache Gefährdungen, aber ungeachtet mancher Irrwege, Entbehrungen und Rückschläge erreicht die Wanderung mit Gottes Hilfe ihr Ziel. Die römisch-katholische Kirche benutzt den Begriff wanderndes Gottesvolk oder pilgerndes Gottesvolk als Selbstbezeichnung.

## Israel
Die erzählte Geschichte der gemeinsamen Wanderung wird zu einem nationalen Mythos; sie stiftet Gemeinsamkeit, Verantwortung und Verwandtschaft, sie schafft Identität und Unterscheidung zu den anderen Völkern, den Heiden. Das Bewusstsein, Gottes eigenes Volk zu sein, findet seinen klaren Ausdruck in der Bundesformel: „Sie sollen mein Volk und ich will ihr Gott sein“ (Jer 7,23 ). Markant und vielfältig artikuliert vor allem das Deuteronomium dieses Erwählungsbewusstsein: „Dich hat der Herr, dein Gott, erwählt zum Volk des Eigentums aus allen Völkern, die auf Erden sind.“ (Dtn 7,6 ) Die neuere Forschung tendiert jedoch dazu, diese heilsgeschichtliche Theologie als spätere Entwicklung gegenüber der weisheitlichen Theologie und den Psalmen zu verstehen. Zudem widersprachen die Propheten immer wieder diesem Gedanken, wie etwa Amos 9,7–10  zeigt.
Seinen ersten Niederschlag findet das Bild in der Gestalt des Abraham. Dieser wird aufgrund einer göttlichen Berufung, die ihm Schutz, Nachkommenschaft und Landbesitz zuspricht, zum Führer einer Nomadengruppe auf der Wanderung nach Kanaan, das er im Rahmen der Landnahme gegen den Widerstand der Ureinwohner erobert. Diese Wanderung trägt Abraham im Volk Israel den Ruf ein, Träger der Verheißung und des Vertrauens zu sein.
Der Begriff vom wandernden Gottesvolk findet sich auch im Buch Exodus. Mose wird zum Befreier des Volkes Israel aus der ägyptischen Sklaverei. Der Weg des Gottesvolkes ins Gelobte Land führt nach dem Auszug aus Ägypten über das Schilfmeer und die Sinai-Halbinsel.

## Neues Testament
Das Neue Testament greift die Gedanken des alten Testamentes auf, vor allem der Verfasser des Hebräerbriefes. Dieser übernimmt die Führergestalten Abraham und Mose typologisch in Hebr 3,4 ; 11,12  und ermuntert zur Wanderung: „Lasst uns laufen mit Geduld in dem Kampf, der uns bestimmt ist“ (Hebr 12,1 ).

## Christliche Theologie
Mit dem Kirchenvater Augustinus wird das Bild der Kirche als wanderndes Gottesvolk in der Geschichtsphilosophie etabliert. Er beschreibt in De civitate dei die Spannung zwischen civitas dei (Reich Gottes) und civitas terrena (Staat), in dessen Bereich der Kirche als civitas peregrina (wanderndes Volk) eine entscheidende aber gleichsam vorläufige Rolle zukomme.
Das Zweite Vatikanische Konzil nahm in seiner Dogmatischen Konstitution über die Kirche Lumen gentium (1964) das von Augustinus gefundene Bild auf, wenn es von der Kirche spricht, die „zwischen den Verfolgungen der Welt und den Tröstungen Gottes auf ihrem Pilgerweg“ dahinschreitet und Kreuz und Tod des Herrn verkündet. Mit dem Bild vom „Volk Gottes“ betonte das Konzil eine „wahre Gleichheit in der allen Gläubigen gemeinsamen Würde und Tätigkeit zum Aufbau des Leibes Christi“.